# Frontiers (Journey)
| Recensione                        | Giudizio   |
| --------------------------------- | ---------- |
| AllMusic                          | [ 4 ]      |
| Robert Christgau                  | D+         |
| The New Rolling Stone Album Guide | [ 6 ]      |
| Sputnikmusic                      | 3.0 (Good) |
| Dizionario del Pop-Rock           | [ 8 ]      |
| 24.000 dischi                     | [ 9 ]      |

Frontiers è il nono album della band Journey, pubblicato nel febbraio del 1983 dalla Columbia Records.
L'album raggiunse la seconda posizione della Chart di Billboard 200 il 12 marzo 1983.

## Tracce
Lato A
1. Separate Ways (Worlds Apart) – 5:24 (Steve Perry, Jonathan Cain)
2. Send Her My Love – 3:52 (Steve Perry, Jonathan Cain)
3. Chain Reaction – 4:18 (Steve Perry, Neal Schon, Jonathan Cain)
4. After the Fall – 5:00 (Steve Perry, Jonathan Cain)
5. Faithfully – 4:24 (Jonathan Cain)

Lato B
1. Edge of the Blade – 4:30 (Steve Perry, Neal Schon, Jonathan Cain)
2. Troubled Child – 4:30 (Steve Perry, Neal Schon, Jonathan Cain)
3. Back Talk – 3:18 (Steve Perry, Jonathan Cain, Steve Smith)
4. Frontiers – 4:03 (Steve Perry, Neal Schon, Jonathan Cain, Steve Smith)
5. Rubicon – 4:20 (Steve Perry, Neal Schon, Jonathan Cain)

Edizione CD del 2006, pubblicato dalla Columbia Records (82876 85895 2)
1. Separate Ways (Worlds Apart) – 5:27 (Steve Perry, Jonathan Cain)
2. Send Her My Love – 3:58 (Steve Perry, Jonathan Cain)
3. Chain Reaction – 4:23 (Steve Perry, Neal Schon, Jonathan Cain)
4. After the Fall – 5:04 (Steve Perry, Jonathan Cain)
5. Faithfully – 4:30 (Jonathan Cain)
6. Edge of the Blade – 4:35 (Steve Perry, Neal Schon, Jonathan Cain)
7. Troubled Child – 4:33 (Steve Perry, Neal Schon, Jonathan Cain)
8. Back Talk – 3:20 (Steve Perry, Jonathan Cain, Steve Smith)
9. Frontiers – 4:13 (Steve Perry, Neal Schon, Jonathan Cain, Steve Smith)
10. Rubicon – 4:21 (Steve Perry, Neal Schon, Jonathan Cain)
11. Only the Young – 4:20 (Steve Perry, Neal Schon, Jonathan Cain) – Bonus Track
12. Ask the Lonely – 3:58 (Steve Perry, Jonathan Cain) – Bonus Track
13. Liberty – 2:59 (Steve Perry, Neal Schon, Jonathan Cain) – Bonus Track
14. Only Solutions – 3:33 (Steve Perry, Neal Schon, Jonathan Cain) – Bonus Track

## Formazione
- Steve Perry - voce solista
- Neal Schon - chitarra, voce
- Jonathan Cain - tastiera, chitarra, voce
- Ross Valory - basso, voce
- Steve Smith - batteria

Note aggiuntive
- Mike Stone e Kevin Elson - produttori
- Registrato e mixato al Fantasy Studios di Berkeley, California
- Mike Stone - ingegnere delle registrazioni
- Wally Buck - assistente ingegnere delle registrazioni
- Album masterizzato da Bob Ludwig al Masterdisk Inc. di New York
- Jim Welch - visual concepts. fotografie, design album
- Simon - illustrazione copertina frontale album
- Rande DeLuca - fotografie aggiunte[12]